# Crimson Tide
Crimson Tide is een Amerikaanse film uit 1995 geregisseerd door Tony Scott.  Denzel Washington en Gene Hackman vertolken de hoofdrollen.

## Verhaal
Een Russische nationalist bezet een basis waar ballistische raketten worden gelanceerd en bedreigt de Verenigde Staten met een kernoorlog. De Amerikaanse kernonderzeeër USS Alabama SSBN-731 van de Ohioklasse, onder commando van Frank Ramsey, vertrekt naar de Russische kust van de Stille Oceaan om een tegenmissie voor te bereiden. Ron Hunter is nieuw aan boord. Hij vervangt de eerste officier die appendicitis heeft gekregen. Onderweg krijgt de Alabama een bericht van het Amerikaanse opperbevel dat de rebellen de lanceercodes hebben gekraakt en hun raketten aan het tanken zijn. De Alabama krijgt de opdracht zijn Trident-raketten te lanceren.
Dan loopt een tweede bericht binnen. Net op dat moment wordt de Alabama met torpedo's aangevallen door een Russische aanvalsonderzeeër van de Akoelaklasse. Hierbij raken de radio en de antenne beschadigd. Nadat de Akoela met torpedo's is vernietigd ontstaat onenigheid tussen de kapitein (Gene Hackman) en de eerste officier (Denzel Washington). Het tweede bericht is onvolledig en de kapitein houdt zich aan het eerste bevel om hun nucleaire raketten te lanceren. De eerste officier wil de radio repareren en het tweede bericht opnieuw binnenhalen. Hij denkt dat de aanval is afgeblazen en dat door het lanceren van hun raketten de wereld alsnog in een nucleaire holocaust terechtkomt.

## Rolverdeling
| Acteur             | Personage        |
| ------------------ | ---------------- |
| Denzel Washington  | Ron Hunter       |
| Gene Hackman       | Frank Ramsey     |
| Matt Craven        | Roy Zimmer       |
| George Dzundza     | COB              |
| Viggo Mortensen    | Peter Ince       |
| James Gandolfini   | Bobby Dougherty  |
| Rocky Carroll      | Darik Westergard |
| Lillo Brancato Jr. | Russell Vossler  |
| Ryan Phillippe     | Grattam          |
| Danny Nucci        | Danny Rivetti    |

## Prijzen en nominaties
- Oscar
  - Genomineerd: Beste geluidseffecten
  - Genomineerd: Beste montage
  - Genomineerd: Beste geluid
- Saturn Award
  - Genomineerd: Beste muziek: Hans Zimmer
- Eddie
  - Genomineerd: Beste montage: Chris Lebenzon
- ASC Award
  - Genomineerd: Beste cinematograaf: Dariusz Wolski
- BMI Film Music Award
  - Gewonnen: Beste muziek: Hans Zimmer
- Grammy
  - Gewonnen: Beste muziek: Hans Zimmer
- Image Award
  - Genomineerd: Beste film
  - Gewonnen: Beste acteur: Denzel Washington
- MTV Movie Award
  - Genomineerd: Beste acteur: Denzel Washington
- Golden Reel Award
  - Gewonnen: Beste geluidsmontage